# Kelti
Kelti, skupno ime za ljudstva in plemenske skupnosti mlajše železne dobe v srednji Evropi, ki so govorile keltske jezike in imele podobno kulturo.
Najstarejša arheološka kultura, ki se upravičeno prišteva k prakeltski kulturi, je kultura žarnih grobišč v srednji Evropi v pozni bronasti dobi v zadnjem četrtletju drugega tisočletja pred našim štetjem. Njeni povsem keltski nasledniki  v srednji Evropi so bila ljudstva železnodobne halštatske kulture v obdobju od leta 800 do 450 pr. n. št. Ime je dobila po bogatih grobnih pridatkih, ki so jih odkrili v Hallstadtu v Avstriji. Od poznega latenskega obdobja (približno od leta 450 pr. n. št.) do rimskih osvajanj se je keltska kultura z razprševanjem in selitvami razširila na številne sosednje regije: Britansko otočje (Otoški Kelti), Francijo, dežele Beneluksa (Galci), v, Poljsko in večino srednje Evrope, Iberski polotok (Keltiberi, Keltiki in Galeki), severno Italijo (Golaseki in cisalpski Galci), po galski invaziji na Balkan leta 279 pr. n. št. pa vse do osrednje Anatolije (Galačani).
Najzgodnejši zapisi v keltskem jeziku so lepontski napisi z začetka 6. stoletja pr. n. št.. Kontinentalni keltski jeziki so izpričani samo na napisih in krajevnih imenih. Otoška keltščina iz približno 4. stoletja pr. n. št. je izpričana na ogamskih napisih, čeprav je zagotovo mnogo starejša. Literarna tradicija se začenja z irsko gelščino približno v 8. stoletju n. št.. Besedila zgodnje irske književnosti, na primer Táin Bó Cúailnge  (Krája bika iz Cúailnge), so se ohranila v recenzijah iz 12. stoletja.
Do sredine 1. tisočletja n.š. sta se po širitvi Rimskega imperija in velikih selitvah germanskih ljudstev celinska in otoška keltska kultura ohranili samo na Irskem, v zahodnih in severnih delih Velike Britanije (Wales, Škotska, Cornwall in otok Man) in severni Franciji (Bretanja). Med 5. in 8. stoletjem so se keltsko govoreče skupnosti atlantskih regij povezale v prepoznavno kulturno entiteto. Povezovali so jih jezik, vera, umetnost in skupna dediščina, po kateri so se razlikovale od kultur sosednjih skupnosti. V 6. stoletju n. št. so kontinentalni keltski jeziki izginili iz širše rabe.
Otoška keltska kultura se je razcepila na gelske (Irci, Škoti, Manci) in britske Kelte (Valižani, Kornijci, Bretonci). Sodobna keltska identiteta je zgrajena na  romantičnem oživljanju keltskih tradicij v Veliki Britaniji, Irski in drugih evropskih regijah, na primer v poljski in španski Galiciji. Irsko in škotsko gelščino, valižanščino in bretonščino danes govorijo v delih njihovih zgodovinskih ozemelj,  kornijščina in manska gelščina pa trenutno doživljata preporod.

## Imena in terminologija
Ime Kelti (grško: Κελτοί [Keltoi]) je prvi uporabil grški geograf Hekataj Miletski leta 517 pr. n. št. v opisu prebivalcev iz okolice Masilije (Marseille). Po pričevanju  Julija Cezarja in Strabona so latinsko ime Celtus (mn. Celti ali Celtae) in grški imeni Κέλτης [Kéltes] (mn. Κέλται [Kéltai]) ali Κελτός [Keltós] (mn. Κελτοί [Keltoí]) privzeti iz izvirnega keltskega imena plemena. Plinij Starejši omenja, da se je v Luzitaniji ime Kelti uporabljalo kot vzdevek, kar so potrdili najdeni keltski napisi.
Latinsko ime Gallus (Galec) bi lahko izviralo iz keltskega etničnega ali plemenskega imena, ki si ga je latinščina izposodila morda med keltsko širitvijo v Italijo v zgodnjem 5. stoletju pr. n. št.. Njen koren bi lahko bil prakeltski *galno-,  ki pomeni moč ali trdnost. Imena Galci, Galeki in Galati se zelo verjetno sorodna s staroirskim korenom gal – v pomenu hrabrost ali divjost in valižanskim gallu- v pomenu biti zmožen ali moč. Grško ime Galatai izvira verjetno iz istega korena,  -atai pa je antično grško obrazilo za pregibanje.
Prepoznavanje keltske kulture, ki je na splošno problematično, se osredotoča na jezik, umetnost in klasična besedila, dopolnjujejo pa jo ročni izdelki, družbena organizacija, domovina in mitologija. Zgodnejše teorije so temeljile na skupnem poreklu plemen, sodobnejše pa bolj kot raso poudarjajo kulturo in jezik.  Keltske kulture so imele veliko različnih značilnosti, njihov skupni imenovalec pa je bil jezik.
Izraz keltski se lahko nanaša na družino jezikov ali na keltski slog. Uporabljal se je tudi za opis arheoloških kultur, definiranih z edinstvenimi nizi artefaktov. Povezavo med jezikom in artefakti omogočajo prisotni napisi.
Sodobni izraz keltski se na splošno uporablja za opis jezikov in kultur Irske, Škotske, Walesa, Cornwalla, otoka Man in Bretanje, ki so znane tudi kot "šest keltskih narodov". V teh regijah se delno kot materni jeziki še vedno govorijo štirje keltski jeziki: irska gelščina, škotska gelščina, valižanščina in bretonščina. Kornijščina, ki spada med britske jezike,  in manska gelščina sta v oživljanju. Kumbrijščino, enega od izumrlih britskih jezikov iz severozahodne Anglije in jugozahodne Škotske, poskušajo rekonstruirati.
Izraz keltski se včasih uporablja tudi za opis delov Evrope s keltsko dediščino, čaprav tam ni preživel noben keltski jezik. Med omenjene dele spadajo zahodni del Iberskega polotoka, torej Portugalska in severna osrednja Španija (Galicija, Asturija, Kantabrija, Kastilija in Leon, Extremadura).

## Poreklo
Keltski jeziki so veja indoevropskih jezikov. Ko se okoli leta 400 pr. n. št. keltsko govoreči Evropejci pojavijo v pisni zgodovini, so se keltski jeziki že razcepili na več jezikovnih skupin in se razširili po večjem delu zahodne Evrope, na Iberski polotok, Irsko in Veliko Britanijo.
Nekateri strokovnjaki domnevajo, da je kultura žarnih grobišč v zahodni srednji Evropi izvirno keltska in prepoznavna veja indoevropske kulture. Nasledila je unetiško kulturo in kulturo gomilnih grobov in v pozni bronasti dobi približno od leta 1200 do 700 pr. n. št. prevladovala v srednji Evropi. V obdobju kulture žarnih grobišč se je število prebivalcev v regiji dramatično povečalo, verjetno zaradi novosti v tehnologiji in poljedelstvu. Grški zgodovinar Efor iz Cime v Mali Aziji, ki je pisal v 4. stoletju pr. n. št., je bil prepričan, da so Kelti prišli otokov ob ustju Rena, od koder "so bili pregnani zaradi pogostih vojn in silnega naraščanja morja".
Širjenje železarstva je pripeljalo do razvoja halštatske kulture, ki se je v obdobju od leta 700 do 500 pr. n. št. razvila neposredno iz kulture žarnih grobišč. Prakeltski jezik, najkasnejši skupni prednik vseh poznanih keltskih jezikov, se je verjetno še govoril v poznem obdobju žarnih grobišč ali v zgodnjem halštatskem obdobju v zgodnjem 1. tisočletju pr. n. št. Nekateri strokovnjaki menijo, da se je širjenje keltskih jezikov na Iberski polotok, Irsko in Veliko Britanijo začelo v prvi polovici 1. tisočletja pr. n. št., drugi pa na podlagi arheoloških dokazov trdijo, da so se razširili že dolgo pred tem. V naslednjih stoletjih se je jezik razcepil na keltiberščino ter gelske in britanske jezike.
Halštatsko kulturo je nasledila latenska kultura srednje Evrope, katero je preplavilo Rimsko cesarstvo, vendar so njeni sledovi opazni tudi na galsko-rimskih artefaktih. V Veliki Britaniji in na Irskem je latenska kultura preživela in se pretvorila v otoško ali hiberno-saksonsko umetnost. Zgodnja irska književnost se opira na okus in izročilo junaških vojaških elit, ki dominirale v keltski družbi. Keltska imena rek so zelo številna med zgornjimi pritoki Donave in Rena, zato so številni znanstveniki  etnogenezo Keltov postavili prav na to področje.
Diodor Sicilski in Strabon sta oba domnevala, da je bilo osrčje Keltov v južni Franciji.  Slednji je zapisal, da so živeli Galci severno od Keltov, da pa so Rimljani oboje obravnavali kot Galce. Njuno mnenje so privzeli tudi kasnejši zgodovinarji in ga spremenili šele po odkritjih v Hallstadtu in La Tenu.

### Jezikovni  dokazi
Prakeltski jezik se običajno datira v pozno bronasto dobo. Najstarejši zapisi v keltskem jeziku so lepontski napisi iz Cisalpske Galije, ki spadajo že v latensko obdobje. Drugi zgodnji zapisi so galski iz zgodnjega latenskega obdobja. Nastali so v okolici Masilije in so pisani v grškem alfabetu.  Keltiberski napisi so se pojavili razmeroma pozno, okoli leta 200 pr. n. št. V otoški keltščini so se ohranili samo ogamski napisi, ki so zapisani v arhaični irščini in so nastali okoli leta 400 pr. n. št.. Poleg napisov so pomemben vir informacij o zgodnjih Keltih tudi krajevna imena.

### Arheološki dokazi
Do konca 19. stoletja so zgodovinarji domnevali, da leži pradomovina Keltov zahodno od Rena, natančneje v v, in se pri tem sklicevali na antične grške in rimske vire, predvsem na Cezarja. Takšnemu stališču je kljuboval francoski zgodovinar Jubainville, ki je pradomovino Keltov prestavil vzhodno od Rena. Jubainvillovi argumenti so temeljili na Herodotovih zapisih, da živijo Kelti ob izviru Donave, kar bi pomenilo, da je bila njihova domovina sedanja južna Nemčija. Ko je Johann Ramsauer leta 1846 odkril prazgodovinsko pokopališče v Hallstatu, leta 1857 pa Hansli Kopp še najdišče La Tène, se je pozornost zgodovinarjev preusmerila na vzhod.
Proti koncu 19. stoletja se je začela krepiti predstava, da se halštatske in latenske kulture ne sme obravnavati samo kot dve časovni kulturni obdobji, ampak tudi kot kulturi skupine ljudstev, ki so imela isto poreklo in jezik. V 20. stoletju se je rasno etnična interpretacija latenske kulture še bolj zakoreninila in latensko kulturo in pokopališča s plitvimi grobovi so neposredno povezali s Kelti in keltskim jezikom. Železnodobna halštastka kultura (okoli 800-475 pr. n. št.) in latenska kultura (okoli 500-50 pr. n. št.) se zdaj obravnavata kot prakeltski oziroma keltski kulturi.
V različnih akademskih disciplinah so Kelte zaradi obeh kultur obravnavali kot fenomen srednje Evrope v železni dobi. Ker so bile arheološke najdbe iz omenjenih obdobij na Iberskem polotoku, jugozahodni Franciji, severni in zahodni Britaniji, južni Irski in Galatiji redke, niso dajale dovolj dokazov za kulturni scenarij, ki bi bil primerljiv s srednjo Evropo. Enako težko je bilo trditi, da je izvor iberskih Keltov povezan s kulturo žarnih grobišč. Vse to je privedlo do novejšega pristopa, ki je uvedel prakeltsko podlago in proces keltizacije, ki sta imela svoje korenine v bronastodobni kulturi zvončastih čaš.
Latenska kultura se je razvila in cvetela v pozni železni dobi (približno od leta 450 pr. n. št. do rimskih osvajanj v 1. pr. n. št.) v vzhodni Franciji, Švici, Avstriji, na jugozahodu Nemčije ter v Češki, Slovaški in Madžarski. Razvila se je iz halštatske kulture brez kakšne kulturne prekinitve pod vplivom sredozemske grške in kasneje etruščanske civilizacije. Premik središč naselij je potekal v 4. stoletju pr. n. št.
Zahodna latenska kultura se ujema z zgodovinsko keltsko Galijo, kar seveda ne pomeni, da lahko latensko kulturo v celoti pripišemo enotnemu keltskemu ljudstvu. Arheologi namreč stalno ugotavljajo, da jezik, materialna kultura in politične povezave pogosto ne potekajo vzporedno. Frey na primer ugotavlja, da "v 5. stoletju pr. n. št. pogrebni običaji v keltskem svetu niso bili enotni, ker so lokalne skupine imele svoja verovanja, ki so imela za posledico tudi različna umetniška izražanja". Latenska kultura je nedvomno povezana tudi z Galci, prisotnost latenskih artefaktov pa je lahko posledica kulturnih stikov in ne pomeni stalne prisotnosti keltsko govorečih prebivalcev.

### Zgodovinski dokazi
Polibij je v Zgodovini Rima, ki je bila napisana okoli leta 150 pr. n. št., opisal Galce v Italiji in njihov spor z Rimom. Pavzanias je v 2. stoletju pr. n. št. zapisal, da so se  "Galci prvotno imenovali Kelti" in da "živijo v odmaknjenih predelih Evrope na obali morja, ki ima ogromno plimovanje". Pozidonij je opisal južne Galce okoli leta 100 pr. n. št.. Njegovo izvirno delo se je sicer izgubilo, vendar so ga kot vir uporabljali kasnejši avtorji, med njimi tudi Strabon. Kasnejši spisi iz zgodnjega 1. stoletja n. št. opisujejo Britanijo, pa tudi Hispanijo, Italijo in Galatijo. Cezar je zelo obširno pisal o svojih Komentarjih galskih vojn, ki so trajala od leta 58 do 51 pr. n. št.. Diodor Sicilski je pisal o Keltih v Galiji in Britaniji v svoji Zgodovini 1. stoletja.

## Delitev

### Celinski Kelti

#### Galija
Kelte, ki so v antiki živeli v sedanji Franciji, so Rimljani imenovali Galci. Njihovo ozemlje je verjetno obsegalo tudi ozemlje Beneluksa, Alpe, in severno Italijo. Njihove potomce je opisal Julij Cezar v svojih Komentarjih galskih vojn. Vzhodni Galci so bili jedro zahodne latenske kulture. V pozni železnodobni Galiji je bila socialna organizacija podobna rimski. V 3. stoletju pr. n. št. so začeli kovati denar. Najstarejši zapisi, pisani v grškem alfabetu, so iz 2. stoletja pr. n. št..
Grški trgovci so že okoli leta 600 pr. n. št. ustanovili Masilijo (Marseille) in začeli trgovati po dolini Rone. Trgovanje  je bilo malo po letu 500 pr. n. št. prekinjeno, zato so se preusmerili na drugo stran Alp v dolino Pada. Rimljani so prišli v dolino Rone v 2. stoletju pr. n. št. in naleteli na pretežno keltsko govoreče Galce. Ker je Rim potreboval kopensko povezavo s svojimi iberskimi provincami, se je leta 124-123 pr. n. št. v veliki bitki pri Entremontu  spopadel s Saluvijci. Rim je postopoma širil svojo oblast in ob sredozemski obali ustanovil provinco Transalpsko Galijo. Preostali del Galije so Rimljani imenovali  Gallia Comata – Kosmata Galija.
Leta 58 pr. n. št. so se Helveti nameravali preseliti iz sedanje zahodne Švice proti zahodu, vendar jim je Cezar selitev preprečil in jih vrnil v domovino. Cezar se je zatem začel vojskovati še z drugimi galskimi plemeni in do leta 55 pr. n. št. osvojil skoraj celo Galijo. Leta 52 pr. n. št. so se Galci pod Vercingetoriksovom vodstvom uprli rimski okupaciji, vendar so bili med obleganjem Alezije poraženi in morali so se vdati.
Po galskih vojnah, ki so se končale leta 51 pr. n. št., je Cezarjeva Keltika obsegala večino zasedenega galskega ozemlja. Južno mejo keltskega ozemlja je tvorila reka Garona, severno pa reki Sena in Marna. Analiza osebnih in krajevnih imen in napisov je pokazala, da se je galščina govorila na večini ozemlja sedanje Francije.

#### Iberija
Tradicionalna zananost se je vse do konca 19. stoletja trudila dokazati prisotnost Keltov na Iberskem polotoku in materialno kulturo, ki bi bila povezana s halštatsko in latensko kulturo. Ker se je po definiciji železne dobe v 19. stoletju predpostavljalo, da je bila naseljenost Keltov v Iberiji redka in ni omogočala kulturnega scenarija, ki bi jo povezal s srednjo Evropo, prisotnosti keltske kulture v tej regiji niso v celoti priznali. Predpostavljali so, da so v gorah v središču polotoka prebivali Keltiberi, na jugozahodu Keltiki in na severozahodu (Galicija in Asturija) Kelti.
Sodobni strokovnjaki so v celoti dokazali, da sta bila prisotnost in vpliv Keltov najmočnejša predvsem v osrednjih, zahodnih in severnih predelih sedanje Španije in Portugalske, kjer je bila morda tudi največja gostota keltskih naselij v Evropi.
Kelti v Iberiji so bili razdeljeni v dve glavni arheološki in kulturni skupini, vendar delitev ni povsem jasna:
- Prva skupina je bila razširjena v Galiciji[38] in na iberski atlantski obali. Sestavljali so je prakeltski ali polkeltski Luzitanci (na Portugalskem),[39] Keltiki, Vetoni in Vakeji,[40] ki so prebivali na jugozahodnem Iberskem polotoku v Algavri in regiji, ki jo je Strabon imenoval Keltika (osrednja Španija in Portugalska),[41] ter Galeki, Asturi in Kantabri s kulturo kastrov na severu in sevrozahodu Španije in Portugalske.[42]
- Druga je bila keltiberska skupina iz gornje doline Ebra v osrednji Španiji.[43] Skupina je nastala, ko so se tja priselili Kelti iz Galije, večinoma Galci, in nekaj keltsko-germanskih skupin ter se pomešali z lokalnim iberskim prebivalstvom.

Nastanek Keltiberov bi lahko bil ključ za razumevanje procesa keltizacije na ostalem delu Iberskega polotoka. Proces keltizacije jugozahodnega dela polotoka, ki so ga opravili Kelti, in severozahodnega dela, ni enostavno keltibersko vprašanje. Nedavne raziskave Galekov in Brakarov v severozahodni Portugalski so dale nova izhodišča za  razumevanje keltske kulture (jezik, umetnost in vera) v zahodni Iberiji.
John T. Koch z Univerze Aberystwyth, Wales je predlagal, da bi se tarteški napisi iz 8. stoletja pr. n. št. že lahko prištevali h keltskim. To bi pomenilo, da je tarteščina najstarejši izpričan keltski jezik.

#### Alpe in Padska nižina
Napisi v lepontščini iz 6. stoletja pr. n. št. kažejo na zgodnjo prisotnost Keltov v severni Italiji, čeprav je bila verjetno omejena. Posebno primerno mesto za izmenjave na velike razdalje je bilo mesto Golasecca, kjer reka Ticino izteka iz jezera Maggiore. Golaseki so bili posredniki med Etruščani na jugu in halštatsko kulturo na severu. Izmenjavo je vzpodbujalo trgovanje s soljo.
Diodor Sicilski piše, da so "leta 391 pr. n. št. (Kelti), ki so imeli domove na drugi strani Alp, vdrli z veliko silo skozi prelaze in zasedli ozemlje med Apenini in Alpami". Dolina reke Pad in del severne Italije, ki so jo Rimljani imenovali Cisalpska Galija, je bila naseljena s keltsko govorečimi prebivalci, ki so ustanovili več mest, med njimi tudi Milano. V bitki na Aliji so uničili rimsko vojsko in Senoni so leta 390 pr. n. št. oplenili Rim.
V bitki pri Telamonu (sedanji Talamone v Toskani) leta 225 pr. n. št. se je keltska vojska ujela med dve riimski vojski in doživela popoln poraz.
Poraz združene samnitske, keltske in etruščanske vojske v tretji samnitski vojni z Rimljani je označil konec keltske prevlade, čeprav je rimska vojska šele leta 192 pr. n. št. pokorila še zadnje ostanke neodvisnih keltskih kraljestev v Italiji.

#### Širjenje proti vzhodu
Kelti so se širili tudi po porečju Donave in njenih pritokov. Eno od najvplivnejših plemen, Skordiski, je v 3. stoletju pr. n. št. na področju sedanjega Beograda ustanovilo svojo prestolnico Singidunum. Gostota gradišč in pokopališč kažeta na gosto naseljenost doline Tise v sedanji Vojvodini, Madžarske in Ukrajine. Širjenje  na ozemlje sedanje Romunije so preprečili Dačani.
Bolj južno so se Kelti naselili v Trakiji (Bolgarija), kjer so vladali več kot sto let, in Anatoliji (Galatija). Galačani so kljub  geografski ločenosti od središč keltskega sveta še najmanj sedemsto let obdržali svoj keltski jezik (galatščino). Sveti Hieronim, ki je leta 373 obiskal Ancyro (Ankara), je zapisal, da je njihov jezik podoben jeziku Treverov v severni Galiji.
Boje, pleme, ki je dalo ime Bohemiji (Češka), Bologni in morda tudi Bavarski, in keltske artefakte in pokopališča  so odkrili tudi bolj proti vzhodu v sedanji Poljski in Slovaški. Kopija keltskega kovanca biateka iz bratislavske kovnice je prikazana na starem slovaškem kovancu za pet kron.
Ker za obširne selitve na katera druga ozemlja ni nobenih arheoloških dokazov, ena od sodobnih šol trdi, da sta se keltska kultura in jezik na tista področja razširila s stiki in ne na silo, četudi so keltski vdori v Italijo in pohod v Grčijo in zahodno Anatolijo dobro dokumentirani tako v rimskem kot grškem zgodovinopisju.
Obstajajo tudi zapisi, da so keltski najemniki v Egiptu služili Ptolemajem. V letih 283-246 je bilo najetih nekaj tisoč Keltov, ki so poskušali vreči s prestola Ptolemaja II. V Egiptu so služili tudi leta 186 pr. n. št..

#### Slovenija
Kelti so prišli na ozemlje današnje Slovenije v 4. in 3. stoletju pr. n. št. in ustanovili Noriško kraljestvo. Na Gorenjskem in delu Štajerske so prebivali Tavriski, na severozahodu Karni, na severu Noričani, na Dolenjskem in delu Notranjske Japodi, v Posavju Latobiki in v Istri Histri. Ukvarjali so se predvsem s poljedelstvom, živinorejo in pastirstvom. Iz tega časa izvirajo imena mnogih današnjih krajev (Bohinj, Tuhinj) in rek (Sava, Savinja, Drava).
Keltsko ozemlje je imelo za Rimljane velik strateški pomen. Rimski prodor se je začel po ustanovitvi Akvileje (181 pr. n. št.). V drugi polovici 2. stoletja pr. n. št. so Rimljani v istrskih vojnah podjarmili Histre, leta 129 pr. n. št. Tavriske in leta 115 pr. n. št. Karne. Oktavijan je v letih 35-33 pr. n. št. mejo Rimskega cesarstva premaknil na Donavo in okoli leta 10 pr. n. št. mirno priključil zavezniško Noriško kraljestvo. Zasedena področja so se vključila v rimsko provincialno organizacijo: zahodna Slovenija z Istro je bila vključena v 10. regijo Italije (Regio X), vzhodni del in Dolenjska v provinco Panonijo, alpski prostor in porečje Savinje pa sta bila sredi 1. stoletja vključena v provinco Norik. Nastajati so začela mesta (Emona, Celeia, Poetoviona), v katerih so prebivali priseljenci iz Italije in poromanjeni staroselci. Zgrajen je bil cestni sistem z glavno osjo Akvileja-Emona-Celeia-Poetoviona-Carnuntum (današnji Petronell ob Donavi).

### Otoški Kelti
Vsi obstoječi keltski jeziki spadajo v skupino otoških keltskih jezikov. Razvili so se iz keltskih jezikov, ki so jih govorili v železnodobni Britaniji. Razdeljeni so v gelsko (goidelsko) in britansko skupino narečij, ki sta se ločili že v zgodnjem obdobju.
Jezikoslovci si dolgo niso bili enotni glede vprašanja, ali je keltski jezik prišel v Britanijo in Irsko in se tam razcepil v dve veji ali so ga tja prinesli v dveh ločenih selitvenih valovih. Starejše stališče prazgodovinarjev je, da je bil keltski vpliv na Britansko otočje rezutat zaporednih vdorov z evropskega kontinenta, ki so se dogajali nekaj stoletij in so bila v njih udeležena različna keltsko govoreča ljudstva. Pri tem so upoštevali jezikovno mejo med P-keltskimi in Q-keltskimi jeziki. Takšno stališče se danes na splošno zavrača v korist filogenetske otoške keltske narečne skupine.
Prihod Keltov v Britanijo naj bi se zgodil od 6. stoletja pr. n. št. dalje v obdobju halštatske kulture in kulture pokopov na vozovih. Nekaj selitev se je verjetno zgodilo tudi v železni dobi, vendar njihov vpliv na domorodno prebivalstvo otokov ni znan. V pozni železni dobi naj bi imeli Britanija in Irska med 1 in 1,5 milijona prebivalcev, zato manjše število keltsko govorečih prišlekov nanje ni imelo odločilnega vpliva.
Približno od 6. stoletja pr. n. št. dalje (predrimska Britanija) je večina prebivalcev na otočju govorila gelske ali britanske keltske jezike.
Kot kaže, je po Cezarjevi osvojitvi Galije v 50. letih pr. n. št. v osrednjo južno Britanijo Anglijo prišlo nekaj belgijskih plemen. V vzhodnem Yorkshiru je prebivalo pleme Parizov, ki je bilo najbrž britansko, vendar  je imelo kulturne stike z evropsko celino. Na Irskem naj bi prebivalo pleme Ivernov, ki je govorilo britanski jezik.
Na Irskem in v Veliki Britaniji naj bi začetek keltskega vpliva sovpadal z začetkom železne dobe. Sprejetje keltske kulture in jezika je bilo verjetno postopno, s kulturno izmenjavo s skupinami keltskih plemen z evropske celine.

## Romanizacija
Rimljani pod Cezarjevim poveljstvom so sredi 1. stoletja pr. n. št. osvojili keltsko Galijo, od Klavdija naprej pa tudi dele Britanije. Rimska lokalna uprava v zasedenih regijah je skoraj v celoti privzela predrimske plemenske meje. Arheološke najdbe kažejo, da so bili v upravljanje vključeni tudi domačini.
Domorodna ljudstva pod rimsko oblastjo so se romanizirala in privzela rimske navade. Pri celinskih Keltih je to nazadnje privedlo do  jezikovnega premika v ljudsko latinščino, otoški Kelti pa so obdržali svoj jezik.
Pomemben je bil tudi kulturni vpliv Galcev na Rimljane, predvsem na vojaškem področju in v jahalnih spretnostih, ker so Galci pogosto služili v rimski konjenici. Rimljani so privzeli galski konjeniški meč spatha in keltsko boginjo konj Epono.

## Družbena ureditev
Večina razpoložljivih virov trdi, da je predkrščanska keltska družba temeljila na družbenih razredih in vladarju. Po Cezarjevem opisu in opisih drugih avtorjev so bili v Galiji odnosi med vladarjem in podložniki v 1. stoletju pr. n. št. bili podobni odnosom v rimski družbi.
Plemenom so vladali kralji, čeprav nekateri viri trdijo, da je bilo na ozemljih, ki so imela tesne stike z Rimom, tudi nekaj oligarhičnih republikansih oblik vladanja. Večina opisov pravi, da je bila družba razdeljena na tri glavne družbene razrede: vojaško aristokracijo, razred intelektualcev, med katere so spadali druidi, poeti in pravniki, ter ostalo prebivalstvo. Na Irskem in Škotskem so višje in nižje kralji prvotno volili po sistemu tanistry, ki je kasneje prišel v nasprotje s fevdalnim načelom prvorojenstva, po katerem vladarski položaj nasledil vladarjev prvorojeni sin.
Struktura keltske družine je slabo poznana. Keltska naselja so bila zelo različna, od razpršenih zaselkov do urbanih naselij. Na Kelte se na splošno gleda kot na neurbanizirano družbo. V Veliki Britaniji in Irski so resnično prevladovala gradišča in duni  (v Britaniji je poznanih približno 3.000 gradišč),  ki so bila v velikem nasprotju z urbanimi naselji v osrednjem halštatskem in latenskem območju, mnogimi oppidi v Galiji konec 1. tisočletja pr. n. št. in mesti v Cisalpski Galiji.
Suženjstvo, kakršno so prakticirali Kelti, je bilo zelo verjetno podobno bolje dokumentiranemu suženjstvu v antični Grčiji in Rimu. Sužnje so dobivali v vojnah in roparskih pohodih  ali zasužnjevanjem podložnikov zaradi kazni ali dolgov.  Suženjstvo je bilo dedno, čeprav je bila mogoča manumisija. Gelski izraz za sužnja – cacht in valižanski caeth izhajata verjetno iz latinskega captus – ujetnik, kar kaže, da je bila trgovina s sužnji ena od stičnih točk med keltskimi in latinskimi skupnostmi. V keltskih državah  je bilo suženjstvo še posebno razširjeno v srednjem veku. Manumisijo je preprečevala zakonodaja in beseda cumal, ki je pomenila sužnjo, se je na Irskem uporabljala kot splošna enota vrednosti.
Arheološke najdbe dokazujejo, da so bile predrimske keltske skupnosti povezane z omrežjem kopenskih trgovskih poti, ki so omogočale živahno trgovanje. Ozemlje Keltov  je bilo bogato s kositrom, svincem, železom, srebrom in zlatom, keltski  kovači in zlatarji pa so izdelovali in prodajali orožje in nakit. Trgovali so zlasti z Rimljani.
Mnenje, da je bili keltsko trgovanje omejeno na blagovno menjavo, je le delno točno. Njihov monetarni sistem je bil kompleksen in je še vedno nerazumljiv. Zaradi pomanjkanja  večjega števila kovancev se domneva, da se je za trgovanje uporabljal pradenar. Pradenar je izraz, s katerim se opisuje bronaste predmete od zgodnjega latenskega obdobja dalje, ki so pogosto imeli obliko sekire, prstana ali zvona. Zaradi velikega števila tovrstnih predmetov v nekaterih grobovih se domneva, da so imeli relativno visoko vrednost in so se uporabljali za vsakdanje nakupe. Na večini keltskih ozemelj na celini in jugovzhodni Britaniji so bili v predrimskem obdobju v obtoku kovanci iz brona z veliko vsebnostjo kostira in majhno vrednostjo. Kovanci večjih vrednosti, primerni za rabo v trgovini, so bili zlati, srebrni in bronasti. Zlatniki so bili bolj pogosti kor srebrniki, čeprav so imeli višjo nazivno vrednost, ker je bilo samo v južni Britaniji in osrednji Franciji približno sto rudnikov zlata, srebro pa je bilo bolj redko. Nesorazmerje je bilo delno tudi posledica relativne revnosti rude in truda, ki ga je bilo treba vložiti v rudarjenje, v primerjavi z dobičkom. Z rastjo rimske civilizacije sta rasla tudi pomen in obseg trgovine s keltskim svetom, s tem pa tudi količina srebrnega in bronastega denarja. Rast trgovanja je sovpadla z velikim povečanjem proizvodnje zlata na keltskih ozemljih in visoko vrednostjo, ki jo je imelo zlato pri RimljanihV pozni železni dobi so Galci nosili večinoma srajce z dolgimi rokavi ali tunike in dolge hlače, ki so jih Rimljani imenovali braccae. Oblačila so bila volnena ali lanena, oblačila premožnih tudi svilena. Pozimi so nosili pelerine. Krasili so se z zaponkami in zapestnicami, najbolj znamenit del nakita pa je bil kovinski, včasih zlat, vratni obroč. Rogata waterloojska čelada iz Britanskega muzeja, ki je dolgo časa predstavljala standard za podobo keltskega bojevnika, je v resnici edini ohranjen primerek in je bolj  spadala k ceremonialni kot vojaški opravi.. Rudniki zlata v Galiji so bili verjetno eden od glavnih razlogov za Cezarjev napad nanjo.
Zapisov v keltskih jezikih iz predrimskega obdobja je zelo malo. Napisani so večinoma v latinski in grški pisavi. Ogamska pisava, ki je bila v zgodnjem srednjem veku v rabi večinoma na Irskem in Škotskem, pa tudi v Walesu in Angliji, se je uporabljala predvsem za obredne namene, na primer za nagrobne napise. Veliko je dokazov o obsežnem ustnem izročilu, ki so ga ohranjali na primer bardi na Irskem, in so ga nazadnje zapisali v samostanih. Najstarejša dokumenirana ritmična poezija na svetu je irskega izvora in je prepis še starejše epske pesnitve, kar je nekatere poznavalce privedlo do trditve, da so rimo izumili Kelti.
Keltska umetnost je ustvarila tudi zelo zapletene in čudovite kovinske izdelke, ki so se ohranili predvsem med grobnimi pridatki.
Otoški Kelti so bili v nekaterih pogledih zelo konzervativni. Še vedno so na primer uporabljali bojne vozove, katere so Grki in Rimljani v tistem času uporabljali samo še v ceremonialne namene. Bojni vozovi so kljub zastarelosti preprečili Cezarjev poskus invazije na Britanijo.

### Oblačenje
V pozni železni dobi so Galci nosili večinoma srajce z dolgimi rokavi ali tunike in dolge hlače, ki so jih Rimljani imenovali braccae. Oblačila so bila volnena ali lanena, oblačila premožnih tudi svilena. Pozimi so nosili pelerine. Krasili so se z zaponkami in zapestnicami, najbolj znamenit del nakita pa je bil kovinski, včasih zlat, vratni obroč. Rogata waterloojska čelada iz Britanskega muzeja, ki je dolgo časa predstavljala standard za podobo keltskega bojevnika, je v resnici edini ohranjen primerek in je bolj spadala k ceremonialni kot vojaški opravi.

### Vloga ženske in spolne norme
Zelo malo zanesljivih virov govori o keltskih pogledih na delitev med spoloma in njihovih socialnih položajih, čeprav nekateri arheološki dokazi kažejo, da so se njihovi pogledi razlikovali od takrat manj enakopravnih pogledov njihovih sosedov.
Po Aristotelovem mnenju so imele v večini "bojevitih narodov" velik vpliv ženske, pri Keltih, kar je zelo nenavadno, pa so moški odkrito dajali prednost moškim ljubimcem. Grški retorik Atenej v XIII. zvezku svoje knjige  Deipnosofistai (Banket učenih) ponavlja trditev Diodorja Sicilskega iz 1. stoletja pr. n. št., da so bile "keltske ženske lepe, vendar so moški raje spali skupaj". Diodor je šel še dlje in trdil, da se bo "mlad moški ponudil tujcem in bo užaljen, če bo njegova ponudba zavrnjena". Rankin trdi, da je edini vir teh trditev verjetno Posidonij in domneva, da so avtorji opisovali moške  "povezovalne  rituale".
Spolno svobodo žensk v Veliki Britaniji opisuje Kasij Dio:
Zelo duhovit odgovor je (cesarici) Juliji Avgusti dala Argentokoksova žena, po rodu Kaledonka. Ko se je cesarica po pogajanjih z njo šalila na račun njenih svobodnih spolnih odnosih z moškimi, ji je odgovorila: "Me zadovoljujemo naravne zahteve na mnogo boljši način kot ve Rimljanke, ker se odprto družimo z najboljšimi moškimi, medtem ko ve to počnete skrivoma z največjimi pokvarjenci".

Poznani so primeri, da so ženske sodelovale  tako v vojskovanju kot v vladanju, čeprav so bile na teh področjih v manjšini. Plutarh poroča, da so ženske v Padski nižini v 4. stoletju pr. n. št.  delovale tudi kot ambasadorji, da bi preprečile vojno med keltskimi plemenskimi poglavarji.
Nekaj splošnih pokazateljev z železnodobnih pokopališč v Šampanji in Burgundiji v severvzhodni Franciji kaže, da so v zgodnjem latenskem obdobju ženske morda sodelovale v bojih, vendar dokazi še zdaleč niso dokončni. V nekaterih grobovih, na primer tistem v Vixu, so našli ženski nakit in orožje, v drugih pa je težko ugotoviti spol pokojnika. Iz najdb bi se dalo sklepati, da je orožje morda "odražalo položaj pokojnika in ne, da je bil moški".
Med otoškimi Kelti je več zgodovinskih dokumentov, ki kažejo na  vojaško vlogo ženske. Poleg Tacitove omembe kraljice Budike obstajajo tudi dokumenti iz kasnejših obdobij zgodovine, ki prav tako kažejo na pomembno vlogo za "ženske kot bojevnice", ki je bila vsaj simbolična, če ne dejanska. Posidonij in Strabon opisujeta otok žensk, na katerem moški ne poznajo strahu pred smrtjo in se ženske  trgajo med seboj. Drugi pisci, na primer Amijan Marcelin in Tacit, omenjajo ženske, ki so sprožile, se udeležile in vodile bitke.  Posidonijevi antropološki komentarji o Keltih govorijo predvsem o primitivizmu, izjemni bojevitosti, krutemu žrtvovanju, žilavosti in pogumu njihovih žensk.
Po Brehonskem zakonu, ki je bilo zapisan v zgodnjem srednjem veku na Irskem po prestopu Keltov v krščanstvo, je imela ženska pravico do ločitve od moža in dobiti njegovo premoženje zaradi neizpolnjevanja zakonskih dolžnosti zaradi impotence, debelosti, homoseksualnih nagnjenj ali nagnjenja do druge ženske.

### Umetnost
Keltska umetnost je izraz, ki ga umetnostni zgodovinarji na splošno uporabljajo za umetnost v latenskem obdobju v celinski Evropi, medtem ko za zgodnjo srednjeveško keltsko umetnost v Britaniji in Irski uporabljajo izraz otoška umetnost. Oba sloga vsebujeta znatne vplive nekeltskih kultur, vendar dajeta prednost geometrijskim okraskom pred simboličnimi motivi, ki so pogosto izjemno stilizirani. Pripovedni prizori se pojavljajo samo pod zunanjim vplivom. Značilne so odločne krožne oblike, triskelioni in spirale. Večina ohranjenih predmetov je iz plemenitih kovin, ki brez dvoma dajajo zelo nereprezentativno sliko, ker se predmeti iz manj trajnih gradiv niso ohranili. Ohranili so se tudi piktski kamni in prostostoječi, pogosto bogato okrašeni, otoški visoki križi. Velike skulpture so zelo redke, morda zato, ker so bile lesene.
Prepleteni vzorci, ki se pogosto obravnavajo kot značilna "keltska umetnost", so v otoško umetnost v resnici prišli iz germanskega živalskega sloga v času germanskih preseljevanj. Vzorce so z velikim navdušenjem sprejeli keltski mojstri kovinarskih obrti in iluminiatorji rokopisov. Na podoben način so se v najbolj prefinjeni otoški umetnosti privzele rimske predloge: Knjiga iz Kellsa (irsko: Leabhar Cheanannais) in Lindisfarnski evangeliarij sta se zgledovala po Evangelijariju, ardagski in  derrynaflanski kelih po rimskih kelihih in broške z zaponko po rimskih zaponkah. Omenjeni izdelki so iz obdobja, ko je bila otoška umetnost na višku, ki je trajal od 7.-9. stoletja, preden so napadi Vikingov popolnoma zavrli kulturno življenje.
Umetnost celinskih Keltov iz obdobje pred rimskimi osvajanji je za okraševanje sicer značilno keltskih izdelkov pogosto privzemala elemente rimskega, grškega in drugih tujih slogov in morda celo zaposlovala tuje mojstre. Po rimskih osvajanjih so se v ljudski umetnosti, predvsem v antični rimski keramiki, ohranili nekateri keltski elementi. Največja proizvajalka keramike, Galija, ki je proizvajala keramiko predvsem v rimskem slogu, je proizvajala tudi izdelke po domačem okusu, na primer kipce božanstev, lončevino z živalskimi vzorci in drugo. Rimska Britanija se je, bolj kot večina cesarstva, zanimala za emajlirano keramiko. Razvoj tehnike champlevé je bil morda pomemben za tudi za kasnejšo srednjeveško umetnost cele Evrope.

## Vojskovanje in orožje
Izgleda, da je bilo vojskovanje med plemeni v keltski družbi nekaj običajnega. Epska literatura ga bolj kot organizirano osvajaje nasprotnikovega ozemlja prikazuje kot šport, osredotočen na lov in roparske pohode. Zgodovinski zapisi pričajo, da se je več plemen vojskovalo predvsem zaradi uveljavljanja svoje politične moči, nadlegovanja nasprotnikov in pridobivanja gospodarskih koristi in samo v nekaterih primerih zaradi osvajanja ozemlja.
Klasični avtorji, kot so Strabon, Livij, Pavzanias in Flor, Kelte opisujejo kot horde, ki se bojujejo kot "divje zveri". Dionizij pravi: 
"Njihov način bojevanja je, v veliki meri zaradi pomanjkanja vojaškega znanja, podoben borbi divjih zveri, silovit in neurejen. V nekem trenutku dvignejo svoje meče in navalijo kot divje svinje, udarijo z vso močjo, kot tesarji ali možje, ki kopljejo s krampom, udarjajo navzkriž brez cilja in poskušajo razsekati telesa svojih nasprotnikov in njihove oklepe".
Takšne opise  sodobni zgodovinarji izpodbijajo.
Polibij navaja, da je bilo glavno keltsko orožje dolg meč, ki se je uporabljal bolj za sekanje kot za vbadanje. Polibij in Plutarh trdita, da so morali keltski vojščaki prekinjati bojevanje, da bi naostrili rezila svojih mečev. Takšna trditev je za nekatere arheologe sporna, ker je imelo keltsko noriško jeklo v Rimskem cesarstvu velik sloves in so ga uporabljali v oborožitvi svoje vojske. Radomir Pleiner na osnovi metalografskih analiz trdi, da je imel Polibij delno prav, ker se približno tretjina ohranjenih keltskih mečev iz tistega obdobja obnaša tako, kot je opisal.
Polibij omenja tudi to, da so se nekateri Kelti bojevali goli: "Pojav golih vojščakov je bil grozljiva predstava, ker so bili vsi možje čudovito grajeni in v najboljših letih". Livij pravi, da so se goli vojskovali tudi Kelti iz Male Azije.

### Lov na glave
Kelti so sloveli kot lovci na glave. Paul Jacobsthal o tem pravi: "Kelti so nadvse častili človeško glavo, ker je zanje  pomenila dušo, središče čustev in  življenja samega, simbol božanskosti in moči drugega sveta".  Argumente za keltski kult odsekane glave dopolnjujejo mnoge dodelane latenske skulpture odsekanih glav, okraski in ohranjena keltska mitologija, ki je  polna zgodb o brezglavih junakih in svetnikih, ki so nosili svoje odsekane glave. Mednje sodi zgodba Sir Gawain in Zeleni vitez, v kateri Zeleni vitez pobira svojo glavo, ki mu jo je odsekal Sir Gawain, in zgodba o sv. Denisu, ki je nesel svojo glavo na vrh Montmartra.
Podoben  opis  regeneracije po obglavljenju je v zgodbi o sv.  Fehinu, ki je potem, ko so ga obglavili vikinški pirati, nesel svojo glavo do svetega vodnjaka na otoku Omey, jo pomočil v vodo in jo postavil na njeno prejšnje mesto. Potem je oživel in ozdravel, kot da se ni nič zgodilo.
Diodor Sicilski v svoji Zgodovini, ki jo je napisal v 1. stoletju, o keltskem lovu na glave piše:
"Kelti po bitki odrežejo glave mrtvih nasprotnikov in jih obesijo na vratove svojih konj. Okrvavljeni plen nato izročijo svojim spremljevalcem, udarjajo hvalnice in pojejo zmagoslavne pesmi. Glave zatem pribijejo na svoje hiše, kot to po lovu delajo z divjimi živalmi, jih balzamirajo s cedrovim oljem in jih skrbno shranijo v skrinje. S ponosom jih razkazujejo tujcem in jim pripovedujejo, da je glava pripadala na primer enemu od prednikov ali njihovemu očetu in odklanjajo tudi velike vsote denarja, ki jih ponujajo zanje. Pravijo, da se je eden od njih hvalil, da je zavrnil ponudbo v zlatu, ki je tehtalo kot sama glava".
Glave v bitki ubitih mož so omenjene tudi na začetku ene od zgodb v zbirki irske mitologije Gods and Fighting Men (Bogovi in bojevniki), ki jih je zbrala Avgusta Gregory. Glave so opisane kot priprošnja Mahi, eni od aspektov boginje vojne Morigan.

## Religija

### Mnogoboštvo
Kelti so, podobno kot druge plemenske družbe železne dobe, prakticirali mnogoboštvo. Mnogo keltskih bogov je poznanih iz besedil in napisov iz rimskega obdobja. Obrede in žrtvovanja so opravljali svečeniki, poznani kot druidi. Kelti do pozne železne dobe na bogove niso gledali kot na bitja s šloveško podobo. Keltska svetišča so se nahajala na odmaknjenih krajih, na primer na vrhovih hribov, v gajih in ob jezerih.
Keltski verski vzorci so bili po regijah različni, nekatera božanstva in načini čaščenja pa so bili enaki na širokem geografskem in časovnem območju. Kelti so častili bogove in boginje.  Moški bogovi so bili na splošno božanstva s posebnimi veščinami: Lug je bil heroj in spreten mečevalec in pračar, Dagda, oče bogov in zaščitnik plemena, pa je bil brezmejno močan in oborožen s čarobno gorjačo.  Boginje so bile povezane z naravnimi danostmi, zlasti z vodnimi tokovi: Boan na primer je bila boginja reka Boyne. Delitev ni bila dosledna, saj sta bili na primer boginji Brigid in Morigan povezani tako z naravnimi danostmi (svetimi izviri in reko Unius) kot s spretnostmi kot sta kovaštvo in zdravilstvo.
Skupna tema v keltski kozmologiji je bila trojnost, zato so tudi številna božanstva videli kot trojna. Eden od primerov takšnega načina gledanje so Tri matere, skupina boginj, ki so jih z lokalno obarvanimi razlikami častila mnoga keltska plemena.
Kelti so imeli dobesedno stotine bogov. Nekateri so se častili samo v posamezni družini ali plemenu, drugi pa so bili dovolj priljubljeni, da so prestopili jezikovne in kulturne pregrade.  Med slednje je spadal irski bog Lug, katerega so povezovali z nevihtami, bliskanjem in kulturo, je imel dvojnika v  galskemu Lugosu in valižanskemu Lleu. Podobno je tudi s celinsko boginjo konj Epono, ki ima svojo irsko dvojnico Maho in valižansko dvojnico Rianono.
Rimska poročila o druidih omenjajo slovesnosti, ki so potekale v svetih logih. Latenski Kelti  so že gradili templje različnih velikosti in oblik, vendar so ohranili tudi svetišča pod svetimi drevesi in ob posvečenih ribnikih.
Druidi so imeli v keltski verski praksi več vlog. Bili so predvsem svečeniki, pa tudi sodniki, žrtvovalci, učitelji in čuvaji izročil. Organizirali in vodili so verske obrede in memorirali in preučevali koledar. Drugi razredi druidov so  opravljali obredna žrtvovanja pridelkov in živali v korist cele skupnosti.

### Galski koledar
Colignyjski koledar, ki so ga odkrili leta 1897, je vgraviran v bronasto ploščo, široko 1,48 in  visoko 0,9 m. Ohranjenih je 73 fragmentov. Iz pisave in spremljajočih predmetov je razvidno, da je bil napisan verjetno proti koncu 2. stoletja.  Napisan je z latinskimi napisnimi velikimi črkami v galskem jeziku. Restavrirana plošča ima 16 kolon z 62 meseci, razdeljenimi na pet let.
Francoski arheolog J. Monard je špekuliral, da so ga napisali druidi, ki so želeli ohraniti svojo vlogo čuvajev koledarja v času, ko se je v Rimskem cesarstvu uvajal julijanski koledar. Splošna oblika koledarja kaže, da je bil javni koledar (parapegmata), kakršne so odkrili po vsem grškem in rimskem svetu.

### Rimski vpliv
Rimska osvojitev Galije je v cesarstvo privedla veliko keltskih ljudstev, na katera je imela velik vpliv rimska kultura. Rimski vpliv je povzročil številne spremembe tudi v keltskih verovanjih. Najbolj opazno je bilo upadanje vpliva razreda druidov, ki je postopoma povsem izginil. Pojavljati so se začela rimsko-keltska božanstva, ki so pogosto imela tako rimske kot keltske atribute in kombininirana imena. Druga sprememba je bila prilagoditev Jupitrovega stebra, svetega stebra, ki so ga uporabljali po vseh keltskih regijah cesarstva, predvsem na severu. Pomembna sprememba v verski praksi je bilo tudi postavljanje kamnitih kipov bogov in boginj. Kelti so pred tem postavljali samo lesene idole in spomenike, izrezbarjene v drevesa, ki so imeli pred rimskimi osvajanji vlogo svetih stebrov.

### Keltsko krščanstvo
Keltske regije pod rimsko oblastjio so skupaj z ostalim delom Rimskega cesarstva sprejele krščanstvo, neosvojena območja Irske in Škotske pa so iz keltskega mnogoboštva prestopile v krščanstvo šele v 5. stoletju. Irsko so pokristjanili misijonarji iz Britanije, med katerimi je bil tudi sveti Patrik.  Škotsko, Saško in dele Britanije in Srednje Evrope  so kasneje pokristjanili predvsem misijonarji iz Irske. Izraz "keltsko krščanstvo" se uporablja za oblike krščanstva, ki so se v tistem času pojavije v Britaniji in Irski. Keltsko krščanstvo se je naslanjalo na keltsko izročilo  in se je razlikovalo od zahodnega krščanstva.  Razvoj krščanstva na Irskem in v Veliki Britaniji v letih 390 do 1200 je v keltsko umetnost prinesel zgodnjo srednjeveško renesanso. V tem obdobju se je razvilo mnogo slogov, ki jih danes prištevamo k tipično keltskim in jih najdemo po večjem delu Irske in Velike Britanije, na skrajnem severu Škotske ter Orkneyjskem in Shetlandskem otočju. Pomembna dela iz tega obdobja so Kellski evangelijarij in ardaški kelih.